# 도널베인 (맥베스)
도널베인(Donalbain)은 윌리엄 셰익스피어의 희곡 《맥베스》의 등장인물이다. 던컨의 차남이고 맬컴의 남동생이다.
부왕이 맥베스에게 살해당하자 2막 3장에서 형과 자신이 따로따로 도망가야 가문의 대가 끊길 가능성이 줄어들 것이라며 맬컴은 잉글랜드로, 자신은 아일랜드로 도피하기로 하는데, 이것이 유일한 대사다.
도널베인은 부왕 및 형과 함께 이 희곡의 선역을 맡고 있다고 할 수 있다. 하지만 도널베인의 모델인 실존인물 돔날 막 돈카다는 형 말 콜룸(맬컴의 모델)이 죽자 기회주의적으로 왕위를 찬탈한 인물이다. 돔날의 지배는 오래 유지되지 못하고 몇 년 만에 말 콜룸의 아들 에드가르가 삼촌을 쫓아내고 왕위에 올랐다. 로만 폴란스키의 1971년 영화에서는 이 점을 반영하여 맥베스가 죽고 나서 스코틀랜드로 돌아온 도널베인이 마녀들과 만나는 것을 마지막 장면으로 삼음으로써, 셰익스피어의 명확한 선악대결을 끝없이 반복되는 악으로 비틀어 버렸다.